# Estações da N.O.B.
Este artigo lista todas as estações que fizeram parte da Estrada de Ferro Noroeste do Brasil.
A maioria das estações abaixo, em estado de abandono, pertence (até hoje) à Rede Ferroviária Federal S.A., empresa de economia mista, atualmente em processo de liquidação, que encampou a N.O.B. Desta situação, evidentemente, excetuam-se:
- as estações do Ramal de Lussanvira (extinto há décadas), que foram quase todas demolidas;
- algumas estações adaptadas pela empresa a quem foi concedido o serviço de cargas pela União;
- estações do Trem do Pantanal (passageiros), em implantação entre Indubrasil (município de Campo Grande) e Corumbá.

## Estações
- Bauru

- Curuçá
- Val de Palmas
- Tibiriçá
- Nogueira
- Avaí (antiga Jacutinga)
- Araribá
- Mirante
- Presidente Alves
- Posto km 75
  - Pirajuí (ramal)
- Toledo Piza
- Lauro Müller (atual Ministro Calmon)
- Cincinato (Braga)
- Guarantã
- Posto Renato Werneck
- Cafelândia (antiga Penna)
- Posto Paredão
- Monlevade
- (Albuquerque) Lins
- Guaiçara
- Promissão (antiga Hector Legru)
- Capituva
- Avanhandava (antiga Miguel Calmon e antes vila de Campo Verde)
- Urutágua
- Penápolis (antiga Santa Cruz do Avanhandava)
- Bonito
- Engenheiro Napoleão
- (General) Glicério
- Coroados
- Birigüi
- Guatambu

- Araçatuba

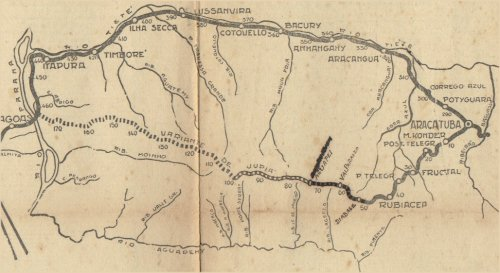
A Variante de Jupiá e o Ramal de Lussanvira: mapa da época da construção da variante (ao Sul). O ramal (ao Norte) ainda era linha-tronco, junto ao Rio Tietê.

  - (Ramal de Lussanvira, tronco até 1940 e extinto em 1962)
    - Engenheiro Taveira (antiga Potiguara)
    - Córrego Azul
    - Aracanguá
    - Saint Martin
    - Anhangaí
    - Jacarecatinga
    - (Manso do) Bacuri
    - Nova Nipônia (ou Cotovelo)
    - Lussanvira
      - Ilha Seca - linha extinta em 1940
      - Timboré - linha extinta em 1940
      - Itapura - linha extinta em 1940

  - (Variante de Jupiá até ser completada, em 1940, e a partir de então linha-tronco)
    - Ferninando Laboriau (antiga Ministro Konder ou Konderlândia)
    - Iporanga
    - Guararapes (antiga Frutal)
    - Rubiácea
    - Bento de Abreu (antiga Alto Pimenta, Patrimônio Lunardelli, Albinópolis, Diabase)
    - Valparaíso (antiga Vale do Paraíso)
    - Aguapeí
    - Lavínia
    - Mirandópolis (antiga São João da Saudade, Comandante Arbués)
    - Machado de Melo
    - Guaraçaí
    - Murutinga (do Sul)
    - Planalto
    - Andradina
    - Paranápolis
    - (Alfredo de) Castilho
    - Junqueira
- (Rebojo do) Jupiá (até 1926, do lado paulista)
- Ponte Dr. Francisco Sá (Rio Paraná) - inaugurada em 1926 (antes a travessia era por balsa)
- Jupiá (lado matogrossense após 1926)
- Três Lagoas
- Gigante
- Cervo
- Posto km 512
- Arapuá
- Piaba
- Buritizal
- Garcias (antiga Vitorino)
- Safira
- Rio Branco
- Posto km 599 (ou Pombo)
- Pena Júnior
- Posto km 620
- Ferreiros (ou Ferreira, antiga Ribeirão Claro)
- Major Vicente (antiga Timboré)
- Água Clara
- Atoladeira
- Arlindo Luz (antiga Mutum)
- Tamanduá
- Formoso
- Posto km 730
- Luiz Gama
- Mantena
- Ribas do Rio Pardo
- Posto km 786
- Bálsamo
- Posto km 805
- Alegre
- Botas
- Ligação
- Gerivá
- Lagoa Rica
- Manoel Brandão
- Campo Grande (sem trilhos desde 2004)
- Posto km 903 ((continua ligada por trilhos com Indubrasil e mini anel ferroviario)
- Mário Dutra (continua ligada por trilhos com Indubrasil e mini anel ferroviario)
- Indubrasil
  - (Ramal de Ponta Porã)
    - Guavira
    - Bolicho
    - Sidrolândia (antiga Anhanduí)
    - Piúva (antiga São Bento ou Serrote)
    - Posto km 103 (1950)
    - Piqui
    - Brilhante
    - Posto km 145
    - Maracaju
    - Sete Voltas (antiga Brejão)
    - Ministro Pestana
    - Itaum (município de Dourados)
    - Pres. Dutra
    - General Rondon
    - Santa Virgínia
    - Ponta Porã
- Jaraguá
- Terenos
- Alcilândia (Posto km 941)
- Pedro Celestino (antiga Imbiruçu)
- Murtinho
- Cachoeirão
- Palmeiras (antiga Correntes)
- Piraputanga
- Camisão
- Irmãos Maringoni
- Aquidauana
- Guia Lopes (antigo Posto km 1062)
- Taunay
- Agachi
- Duque Estrada
- Miranda
- Salobra
- Coronel Juvêncio (antigo Posto km 1154)
- Guaicurus
- Porto Carreiro
- Bodoquena
- Posto km 1229
- Carandazal
- Posto km 1250
- Agente Inocêncio
  - Porto Esperança - final da linha-tronco até 1952 (depois, ramal)
- Albuquerque
- Generoso Ponce (antigo Posto km 1298)
- Antônio Maria Coelho
- Urucum
- Posto km 1338
- Corumbá
  - Porto Ladário (ramal)